# HD 1237
GJ 3021, формально называемая в каталоге Gliese 3021, — система двойной звезды в приблизительно 57 световых годах от Солнца в созвездии Южной Гидры.
Видимая звезда системы, A, считается двойником Солнца; в 2000 году, было подтверждено, что в этой двойной системе также имеется экзопланета..

## Ближайшее окружение звезды
Следующие звёздные системы находятся на расстоянии в пределах 20 световых лет от HD 1237:
| Звезда          | Спектральный класс | Расстояние, св. лет |
| HIP 114859      | K-M V              | 3,1                 |
| GJ 820.1        | DA6 /VII           | 7,6                 |
| HD 212168       | ?                  | 8,1                 |
| π Столовой Горы | G1-3 V-IV          | 13                  |
| HD 200525       | G3 IV / ?          | 13                  |
| ν¹ Индейца      | A3 V / F9-G0 V     | 14                  |
| ν Октанта       | K0 III / ?         | 14                  |
| κ Тукана        | F6 IV / G5 V       | 16                  |
| HD 205536       | G8 V               | 19                  |
| HD 203244       | G5 V               | 19                  |
| HD 212168       | G3 V-IV            | 20                  |